# Casa de Pau Vilardell
La Casa de Pau Vilardell és una obra de Sant Cugat del Vallès (Vallès Occidental) protegida com a Bé Cultural d'Interès Local.

## Descripció
Casa d'un cos que destaca per tenir una composició equilibrada de façana amb presència de brancals i arcades a les portes i element ornamental culte com la doble columna coríntia, esculpida amb morter i esgrafiada al mig de la façana del primer pis.
Es tracta d'un exemple d'arquitectura popular urbana que possiblement comptava amb una balustrada de coronament com els altres edificis de la plaça.

## Història
El senyor Pau Vilardell, en data 21 d'agost de 1868, sol·licità permís per construir una casa a la plaça Isabel II segons plànols signats per un mestre d'obres de Sabadell de nom, Josep Lacueva i Sanfeliu.
Aquesta casa tenia el renom de cal Peret dels Bous.